# تشارلز ماريون راسيل
تشارلز ماريون راسيل (بالإنجليزية: Charles Marion Russell)‏ هو رسام توضيحي وكاتب ورسام أمريكي، ولد في 19 مارس 1864 في سانت لويس في الولايات المتحدة، وتوفي في 24 أكتوبر 1926 في غريت فولز في الولايات المتحدة.